# Nannoniscoides gigas
Nannoniscoides gigas är en kräftdjursart som beskrevs av Joseph F. Siebenaller och Robert Raymond Hessler 1977. Nannoniscoides gigas ingår i släktet Nannoniscoides och familjen Nannoniscidae. Inga underarter finns listade i Catalogue of Life.